# 垣栄祖
垣 栄祖（垣 榮祖、えん えいそ、435年 - 491年）は、南朝宋から斉にかけての人物。字は華先。彭城郡武原県の出身。本貫は略陽郡望垣県。

## 経歴
宋の北中郎府参軍の垣諒之（垣護之の弟）の子として生まれた。若くして騎馬と弓射を学び、書物を読まなかった。宋の孝建年間、徐州に召されて主簿となり、後軍参軍となった。泰始2年（466年）、晋安王劉子勛を支持する勢力が各地で挙兵して明帝に反抗すると、栄祖は明帝により冗従僕射に任じられ、徐州に派遣されて刺史の薛安都に対する説得にあたったが、功を奏せず拘束された。薛安都により仮の冠軍将軍の号を受けた。薛安都が北魏の軍を彭城に引き入れると、栄祖は家族を連れて南の朐山に逃れた。罰せられることをおそれて建康に帰還することができず、淮陰に駐屯していた蕭道成の庇護を受けた。明帝が崩御すると、栄祖は蕭道成により僕射の褚淵のもとに送られ、寧朔将軍・東海郡太守に任じられた。
晋熙王征虜中兵や安成王車騎中兵をつとめ、左軍将軍の号を受けた。元徽5年（477年）、蕭道成が広陵に出立しようとしたが、栄祖は建康を離れると権力を手放すことになると反対した。劉昱が廃位されると、栄祖は寧朔将軍・淮南郡太守に任じられた。輔国将軍に進み、游撃将軍となり、蕭道成の下で驃騎諮議をつとめた。輔国将軍・西中郎司馬・汝陰郡太守に任じられた。冠軍将軍の号を受け、給事中・驍騎将軍の位を受けた。斉の建国を助けた功績により、将楽県子に封じられた。建元3年（481年）、徐州刺史となった。建元4年（482年）、持節・青冀二州刺史として出向した。黄門郎に転じた。
永明2年（484年）、冠軍将軍・尋陽相・南新蔡郡太守に任じられた。武器の密輸の罪で弾劾され、免官されて東冶に流されたが、調査により無実と分かり、もとの官にもどされた。安陸王平西諮議となり、江陵県令を兼ねた。平西司馬・河東郡内史に転じた。永明7年（489年）、持節・都督縁淮諸軍事・冠軍将軍・兗州刺史に転じ、東平郡太守・兗州大中正を兼ねた。
永明8年（490年）、巴東王蕭子響が告発されたとき、州刺史たちは蕭子響の反乱を言い立てたが、栄祖はひとり蕭子響を擁護した。蕭子響の乱が平定された後、武帝は処断を後悔しており、栄祖の発言を評価した。永明9年（491年）、栄祖は死去した。享年は57。

## 伝記資料
- 『南斉書』巻28 列伝第9
- 『南史』巻25 列伝第15